# Saugnac-et-Cambran
Saugnac-et-Cambran è un comune francese di 1 635 abitanti situato nel dipartimento delle Landes nella regione della Nuova Aquitania.

## Società

### Evoluzione demografica
Abitanti censiti